# NGC 2385
NGC 2385 (również PGC 21080) – galaktyka spiralna (S?), znajdująca się w gwiazdozbiorze Bliźniąt. Odkrył ją William Herschel 4 lutego 1793 roku.